# Afganistanski afgani
(Afganistanski) afgani je valuta v Afganistanu. 1 afgani je razdeljen v 100 pulov. Tečaj afganija ni vezan na nobeno tujo valuto. 
Konec leta 2002 je stare afganije, ki so bili v obtoku od 1925, zamenjal novi afgani z vrednostnim razmerjem 1:1000. 3. januarja 2003 je poteklo trimesečno obdobje, ko sta bila v obtoku stara in nova valuta. Tri črkovna oznaka valute po ISO 4217 je AFN, medtem ko je bila oznaka za stari afgani AFA.
Kovanci obstajajo v vrednosti 1, 2 in 5 afganijev, bankovci pa v vrednosti 1, 2, 5, 10, 20, 50, 100, 500 in 1000 afganijev. Izdaja jih Afganistanska banka (Da Afghanistan Bank).

## Menjava
- (11. junij 2016)

1 EUR= 77,3294 AFN
100 AFN= 1,29317 EUR
1. ↑  Da Afghanistan Bank. "Capital Notes Issuance and Auction Arhivirano 2013-05-13 na Wayback Machine.." Accessed 26 Feb 2011.